# Juan Alcázar
Juan Alcázar (Guadalupe Etla, 5 de enero de 1955-7 de febrero de 2013) fue un pintor y grabador mexicano.

## Biografía
Nacido en Guadalupe Etla, Oaxaca, realizó estudios en la Escuela de Bellas Artes de la Universidad Autónoma Benito Juárez de Oaxaca, de la cual recibió una beca para realizar estudios de grabado y serigrafía en Xalapa, Veracruz. Posteriormente estudió mixografía y litografía en el Taller de Gráfica Popular de la Ciudad de México.
Se desempeñó como maestro para diversas generaciones en el Taller de Artes Plásticas Rufino Tamayo, del que fue fundador en 1974 y director desde 1993 a 2004. En 1983 a los 27 años de edad, estableció el Taller Libre de Grabado Oaxaqueño, donde han trabajado artistas como Francisco Toledo. En 1999, estableció el Taller de grabado Juan Alcázar, y fue cofundador del Museo de Arte Contemporáneo de Oaxaca (MACO), inaugurado en 1992. En 2004 fundó y dirigió el Museo de los Pintores Oaxaqueños (MUPO).
Presentó su obra por primera vez en la Universidad Autónoma de Puebla en 1983. A lo largo de su carrera realizó cuatro exposiciones individuales en México y Nueva York y participó en más de 88 muestras colectivas realizadas en Zúrich, Londres, Madrid, San Diego, Stuttgart, Chicago y Japón.
Falleció el 7 de febrero de 2013 a los 58 años de edad, a causa de diabetes.